# آلامدا د لا ساگرا
آلامدا د لا ساگرا (به اسپانیایی: Alameda de la Sagra) یک شهرستان در اسپانیا است که در استان تولدو واقع شده‌است.

## خصوصیات
آلامدا د لا ساگرا ۳۳ کیلومترمربع مساحت و ۳٬۳۲۴ نفر جمعیت دارد و ۶۳۲ متر بالاتر از سطح دریا واقع شده‌است.